# Christian Lorenz
Christian „Flake” Lorenz (Kelet-Berlin, 1966. november 16. –) német zenész, a Rammstein billentyűse.
Egy bátyja van, aki nála 3 évvel idősebb. Híresztelések szerint Christiant a Lorenz család adoptálta. Berlinben nőtt föl, és ma is ott él.
Lorenz elvált, három gyermeke van, akik közül az egyik egy Annie nevű lány. 2008. szeptember 12-én újraházasodott. Családi állapotáról elég keveset tudni, mivel nem beszél erről.
Szereti a régi autókat, és amatőr szinten fest. Kedvenc együttesei többek között a Die Ärzte, Element of Crime, Coldplay, Placebo, System of a Down, Ministry és a Prodigy.

## Pályafutása
Lorenz zongorázni tanult. Elmondása szerint gyermekkori barátja hatására kezdte, aki szintén zongorázott. Lorenz először az ablakpárkányra rajzolta a billentyűket, végül szülei úgy döntöttek, hogy beíratják egy zenei iskolába. 15. születésnapjára kapott végül egy zongorát, és jól képzett zongoristává vált, bár ő nem tartja magát túl jónak.

### Feeling B
1983-ban, 17 évesen a Feeling B nevű punk-zenekarban kezdett játszani Paul Landersszel és a svájci Aljoscha Rompe-pal. 10 évig volt tagja az együttesnek. A Feeling B az egyik legismertebb és leginkább tisztelt zenekarrá vált Kelet-Németországban.
Lorenz ekkor Paul Landersszel lakott egy lakásban. Mikor nem zenéltek, olyan kabátokat árultak a feketepiacon, amiket lepedőkből és rongyokból készítettek. 2 eladott kabát annyi bevételt jelentett, amennyit akkor egy átlagos munkás keresett havonta. Landers szerint "elég könnyű volt megélni és kimaradni a bajból. Csak akkor volt gond, ha elkaptak."
Az együttes az 1990-es évek közepén oszlott föl. Ezután csak punk fesztiválokon játszottak 2000 novemberéig, Rompe haláláig.

### Rammstein
1994-ben, mikor Till Lindemann, Oliver Riedel, Richard Z. Kruspe és Christoph Schneider megnyert egy versenyt, és így elkészíthettek egy pár számból álló demo-CD-t, Paul Landers is csatlakozott hozzájuk. Lorenz került be utoljára az együttesbe. Először nem akart itt játszani, mivel úgy gondolta, ez túl unalmas lenne számára. Végül sikerült meggyőzni, és az együttes elkezdett dolgozni az első albumon.
Lorenz leginkább a koncerteken való szerepléseiért ismert, amelyek közül talán a leginkább közismert az 1999-es worcesteri koncerten előadott Bück dich szám. Ekkor Lorenz Till Lindemann rabszolgájaként volt jelen a színpadon. Az eset miatt letartóztatták őt és Lindemann-t és egy éjszakát a börtönben töltöttek. Egy hónap múlva, a törvényes eljárás után egy 100 dolláros bírságot is kaptak.
2002-ig Lorenz egy gumicsónakban ülve szörfözött a tömeg fölött a Seemann (Tengerész) című szám előadása közben. 2002-ben ezt a szerepet a basszusgitáros, Oliver Riedel vette át, mivel Lorenz túl gyakran sérült meg.
„Elég kellemetlen a csónakban utazni. Az gondoltam, hogy ez a show-elem majd kimegy a divatból. Olli sokkal jobban csinálja, mint én. Neki a csónakja is jobb, mint az enyém volt. Annak nem volt rendes alja, csak egy gumi alap. Az emberek mindig átlyukasztották, vagy átfúrtak rajta valamit. Olli csónakja sokkal nagyobb, és az alapja is kemény. Nem borul fel olyan könnyen.
Én tízből négyszer felborultam. Elmész a kórházba, és összevarrnak. A következő nap ismét ott vagy. Lezuhansz két méter magasból, a tömeg fölött, de még mindig állsz… Viszont ha átfordul a csónak… Agyrázkódást kapsz, felhorzsolod a bőröd, gerincsérüléseket szenvedsz, eltöröd a könyököd, a szokásos dolgok. Egy kritikus pont után azt mondod 'Hmmm…'. Néha letépik a ruhád. Meztelenül mész vissza, és egy törölközővel kell magad eltakarnod. Másnapra nincs mit fölvenned a koncertre.”
A Reise, Reise turné alatt a Mein Teil szám alatt Lorenz egy üstben ül, és Till Lindemann "megsüti" őt egy lángszóróval. Szintén a Reise, Reise turnéja alatt az Amerika című szám alatt Lorenz egy Segway PT-t vezet, és úgy játszik a szintetizátoron. 2005. július 30-án a Segwayt véletlenül nekivezette Lindemann-nak, aki úgy megsérült, hogy az ezt követő koncerteket le kellett mondani.

## Becenevek
Közismert becenevei: Flake és Doktor. A Doktor onnan jön, hogy gyerekként sebész akart lenni. A Flake eredetét nem tudni. Állítása szerint mikor fiatal volt, mindenki Flakenak hívta, és egyszerűen ráragadt ez a név.